# Собор Святого Креста (Орлеан)
Собор Святого Креста — римско-католический храм в городе Орлеан, Французская республика, кафедра епископа Орлеана. В 1854 году получил почётный титул малой базилики; с 1862 года Орлеанский собор, в старом здании которого 2 мая 1429 года молилась Жанна д’Арк, — исторический памятник Франции.
Первая христианская церковь появилась на северо-востоке римской колонии Аврелианум около 330 года. В 848 году Карл Лысый был коронован здесь как король Аквитании. В 972 году в Орлеанском соборе крестили Робера Благочестивого, здесь же в 987 году реймский архиепископ Адальберон коронует его как соправителя на французском престоле. 3 августа 1108 года в соборе коронован третий французский монарх — Людовик VI.
Храм неоднократно горел, бывал разрушен и вновь восстанавливался на прежнем месте. Современный готический собор был заложен французским королём Генрихом IV и Марией Медичи, после того как старую романскую церковь в 1568 году взорвали гугеноты.
Здание продолжали строить с 1601 по 1829 год. В частности, архитектор Жак Габриэль в 1733 году разработал новый проект западного фасада и перестраивал хор. 8 мая 1829 года, к 400-летию снятия английской осады Орлеана армией Жанны д’Арк, король Карл X торжественно открыл новый собор.
Во время второй мировой войны собор пострадал от бомбардировок Орлеана немецкой авиацией, восстановление полностью не закончено — по состоянию на 2020 год доступ посетителей в башни собора не осуществляется.
Пятинефный собор имеет в плане форму латинского креста. Высота центрального нефа — 32 метра, башен главного фасада — 82 метра, шпиля над средокрестием — 114 метров.
Ярким украшением здания являются многочисленные витражи, наполняющие интерьер разноцветными потоками света; в том числе витражи огромных роз на главном фасаде и башнях собора, увенчанных кольцеобразными колоннадами. Привлекает внимание сонм разнообразных гаргулий, охраняющих стены храма со всех сторон.